# Listă de conducători de stat din 1572
1568 - 1569 - 1570 - 1571 - 1572 - 1573 - 1574 - 1575 - 1576
Aceasta este o listă a conducătorilor de stat din anul 1572:

## Europa
- Anglia: Elisabeta I (regină din dinastia Tudor, 1558-1603)
- Austria (Graz): Carol al II-lea (duce din dinastia de Habsburg, ramura de Styria, 1564-1590)
- Austria (Innsbruck): Ferdinand (duce din dinastia de Habsburg, ramura de Tirol, 1564-1595)
- Austria (Viena): Maximilian al II-lea (arhiduce din dinastia de Habsburg, ramura principală, 1564-1576; totodată, rege al Germaniei, 1564-1576; totodată, rege al Cehiei, 1564-1576; totodată, rege al Ungariei, 1564-1576; totodată, împărat occidental, 1564-1576)
- Bavaria: Albert al V-lea Magnanimul (duce din dinastia de Wittelsbach, 1550-1579)
- Brandenburg: Johann Georg (principe elector din dinastia de Hohenzollern, 1571-1598)
- Cehia: Maximilian al II-lea (rege din dinastia de Habsburg, 1564-1576; totodată, arhiduce de Austria, 1564-1576; totodată, rege al Germaniei, 1564-1576; totodată, rege al Ungariei, 1564-1576; totodată, împărat occidental, 1564-1576)
- Crimeea: Devlet Ghirai I ibn Mubarak ibn Mengli (han, 1551-1577)
- Danemarca: Frederik al II-lea (rege din dinastia Oldenburg, 1559-1588)
- Ferrara: Alfonso al II-lea (duce din casa d'Este, 1559-1597; totodată, duce de Modena, 1559-1597)
- Florența: Cosimo I cel Mare (duce din familia Medici, 1537-1574; mare duce, din 1569)
- Franța: Carol al IX-lea (rege din dinastia de Valois, 1560-1574)
- Genova: Giannotto Lomellino (doge, 1571-1573)
- Germania: Maximilian al II-lea (rege din dinastia de Habsburg, 1564-1576; totodată, arhiduce de Austria, 1564-1576; totodată, rege al Cehiei, 1564-1576; totodată, rege al Ungariei, 1564-1576; totodată, împărat occidental, 1564-1576)
- Gruzia: David al IX-lea (Dawud Han) (rege din dinastia Bagratizilor, 1569-1578)
- Gruzia, statul Imeretia: Gheorghe I (rege din dinastia Bagratizilor, 1565-1588)
- Gruzia, statul Kakhetia: Levan (rege din dinastia Bagratizilor, 1520-1574)
- Imperiul occidental: Maximilian al II-lea (împărat din dinastia de Habsburg, 1564-1576; totodată, arhiduce de Austria, 1564-1576; totodată, rege al Germaniei, 1564-1576; totodată, rege al Cehiei, 1564-1576; totodată, rege al Ungariei, 1564-1576)
- Imperiul otoman: Selim al II-lea (sultan din dinastia Osmană, 1566-1574)
- Lituania: Sigismund al II-lea August (mare duce, 1529/1548-1569/1572; ulterior, rege al Poloniei, 1548-1572)
- Lorena Superioară: Carol al III-lea (sau al II-lea) cel Mare (duce din dinastia de Lorena-Vaudemont, 1545-1608)
- Mantova: Guglielmo (duce din casa Gonzaga, 1550-1587)
- Modena: Alfonso al II-lea (duce din casa d'Este, 1559-1597; totodată, duce de Ferrara, 1559-1597)
- Moldova: Bogdan Lăpușneanu (domnitor, 1568-1572) și Ioan Vodă cel Viteaz (domnitor, 1572-1574)
- Monaco: Onorato I (senior din casa Grimaldi, 1532-1581)
- Moscova: Ivan al IV-lea Vasilievici cel Groaznic (mare cneaz, 1533-1584; țar, din 1547)
- Navarra: Ioana a III-a (regină din casa de Albert-Navarre, 1555-1572) și Henric al III-lea (rege din dinastia de Bourbon, 1572-1589/1610; ulterior, rege al Franței, 1589-1610)
- Olanda: Wilhelm I (stathouder din dinastia de Orania, 1572-1584)
- Parma și Piacenza: Ottavio (duce din casa Farnese, 1547-1549, 1550-1586)
- Polonia: Sigismund al II-lea August (rege din dinastia Jagiello, 1548-1572; totodată, mare duce de Lituania, 1529/1548-1572)
- Portugalia: Sebastiao (rege din dinastia de Aviz, 1557-1578)
- Savoia: Emmanuele Filibert (duce, 1553-1580)
- Saxonia: August cel Pios (principe elector din dinastia de Wettin, 1553-1586)
- Scoția: Iacob al VI-lea (rege din dinastia Stuart, 1567-1625; ulterior, rege al Angliei, 1603-1625)
- Spania: Filip al II-lea (rege din dinastia de Habsburg, 1556-1598; ulterior, rege al Portugaliei, 1580-1598)
- Statul papal: Pius al V-lea (papă, 1566-1572) și Grigore al XIII-lea (papă, 1572-1585)
- Suedia: Ioan al III-lea (rege din dinastia Wasa, 1568-1592)
- Transilvania: Ștefan Bathori al III-lea de Șimleu (voievod, 1571-1583; principe, din 1576; ulterior, rege al Poloniei, 1575-1586)
- Țara Românească: Alexandru I Mircea (domnitor, 1568-1574)
- Ungaria: Maximilian (rege din dinastia de Habsburg, 1564-1576; totodată, arhiduce de Austria, 1564-1576; totodată, rege al Germaniei, 1564-1576; totodată, rege al Cehiei, 1564-1576; totodată, împărat occidental, 1564-1576)
- Veneția: Alvise Mocenigo I (doge, 1570-1577)

## Africa
- Așanti: Twun (așantehene, cca. 1570-?)
- Bagirmi: Abdullah (mbang, 1568-1608)
- Benin: Orhogbua (obba, 1550-1578)
- Buganda: Suna I (kabaka, 1554-1584)
- Congo: Alvaro I (Mpamzu Mini a Lukeni lua Mbamba) (mani kongo, 1568-1574)
- Ethiopia: Sartsa Dengel (Malak Sagad I) (împărat, 1563-1597)
- Imerina: Andriamanelo (rege, cca. 1540-cca. 1575)
- Imperiul otoman: Selim al II-lea (sultan din dinastia Osmană, 1566-1574)
- Kanem-Bornu: Abdullah al IV-lea (sultan, cca. 1566-cca. 1573)
- Munhumutapa: Negomo Mupunzagutu Chisamburu (Dom Sebastiao) (rege din dinastia Munhumutapa, cca. 1560-cca. 1589)
- Oyo: Orompoto (rege, cca. 1560-cca. 1580)
- Rwanda: Mibambwe I Mutabaazi (rege, cca. 1552-cca. 1576)
- Sennar: Dakin ibn Nayil (sultan, cca. 1569-cca. 1586)
- Songhay: Daud ibn Muhammad (rege din dinastia Askia, 1549-1582)

## Asia

### Orientul Apropiat
- Iran: Tahmasp I (șah din dinastia Safavidă, 1524-1576)
- Imperiul otoman: Selim al II-lea (sultan din dinastia Osmană, 1566-1574)

### Orientul Îndepărtat
- Atjeh: Ali Riayat Șah (sau Hussain) (sultan, 1571-1579)
- Bengal: Tadj Han (sultan din casa lui Karabani, 1564-1572), Sulaiman (sultan din casa lui Karabani, 1572), Baiazid Han ibn Sulaiman (sultan din casa lui Karabani, 1572) și Daud Han ibn Sulaiman (sultan din casa lui Karabani, 1572-1576)
- Birmania, statul Arakan: Minpalaung (Sikandar Șah) (rege din dinastia de Mrohaung, 1571-1593)
- Birmania, statul Toungoo: Bayinnaung (rege, 1551-1581)
- Cambodgea: Preah Bat Samdech Preah Barominteac Reachea Thireach Reamea Tippadey (Paramaraja I) (rege, 1566-1576)
- China: Muzong (Zhu Zaihou) (împărat din dinastia Ming, 1567-1572)
- Coreea, statul Choson: Sonjo (Yi Kweng) (rege din dinastia Yi, 1568-1608)
- India, statul Gujarat: Muzaffar al III-lea ibn Mahmud (III) (sultan, 1561-1572/1573, 1583)
- India, statul Handeș: Miran Muhammad al II-lea ibn Mubarak (II) (sultan din dinastia Farukizilor, 1566-1576)
- India, statul Moghulilor: Jalal ad-Din Akbar I (împărat, 1556-1605)
- India, statul Vijayanagar: Tirumala (rege din dinastia Aravidu, 1569 sau 1570-1572) și Ranga I (rege din dinastia Aravidu, 1572-1585)
- Japonia: Oagimachi (împărat, 1569-1586) și Yoșiaki (principe imperial din familia Așikaga, 1568-1573)
- Kashmir: Azhir ad-Din Ali ibn Cak (sultan din casa lui Ghazi Șah Cak, 1569-1580)
- Laos, statul Lan Xang: No Keo Kuman (rege, 1571-1574, 1591-1596)
- Mongolii: Altan Sutu hagan (han, 1552-1582/1583) și Tumen Djasaghtu hagan (Sasaktu) (han, 1558/1583-1592/1593)
- Nepal (Benepa): Trailokyamalla (rege din dinastia Malla, cca. 1572-cca. 1627)
- Nepal (Kathmandu): Mahindramalla (rege din dinastia Malla, ?-?) (?) și Sadasivamalla (rege din dinastia Malla, ?-?) (?)
- Nepal, statul Gurkha: Șri Purandar Șah (rajah, cca. 1570-1609)
- Sri Lanka, statul Jaffna: Periya Pillai Segarajasekaran al VIII-lea (rege, 1570-1582)
- Sri Lanka, statul Kotte: Dharmapalabahu (Dom Joao) (rege, 1551-1597)
- Thailanda, statul Ayutthaya: Mahathamaraja (rege, 1569-1590)
- Tibet: mK'as-grub bSod-nams rgya-mtsho (dalai lama, 1543-1588)
- Tibet: Panchen bLo-bzang Ch'os-kyi rgyal mtshan (Chokyi Gyaltsen) (panchen lama, 1569-1662)
- Vietnam, statul Dai Viet: Le Anh-tong (Tuan hoang-de) (rege din dinastia Le târzie, 1556-1573)
- Vietnam (Hanoi): Mac Mau Hop (rege din dinastia Mac, 1562-1592)
- Vietnam (Hue): Nguyen Huang (rege din dinastia Nguyen, 1558-1613)
- Vietnam (Taydo): Trinh Tung (rege din dinastia Trinh, 1570-1623)